# Contea di Pike (Kentucky)
La contea di Pike in inglese Pike County è una contea dello Stato del Kentucky, negli Stati Uniti. La popolazione al censimento del 2000 era di 68 736 abitanti. Il capoluogo di contea è Pikeville